# 나무 (가수)
나무(1977년 7월 21일 ~ )은 대한민국의 가수이다.

## 학력
- 동아방송대학

## 경력
- 2005년 그룹 '바나나' 멤버